# Олімпійський стадіон (Турин)
Олімпі́йський стадіо́н, або Ста́діо Олі́мпіко Гра́нде Торі́но (італ. Stadio Olimpico Grande Torino) — місце проведення відкриття і закриття XX зимових Олімпійських ігор, а також IX зимових Паралімпійських ігор 2006 року. Після їх завершення став головною футбольною ареною Турина. Розташований в районі Санта-Рита на півдні міста.

## Історія

### Муніципальний стадіон Беніто Муссоліні
У 1932 році з ініціативи Беніто Муссоліні ухвалено рішення збудувати стадіон для місцевих спортивних змагать і Міжнародного студентського чемпіонату.  
З метою скорочення термінів будівництва муніципальна адміністрація оголосила конкурс і за його результатами розподілила роботу між трьома компаніями, які відповідали за свою ділянку роботи. Будівництво розпочалося в останні дні вересня 1932, а вже 14 травня 1933 року секретар Національної фашистської партії Акілле Стараче відкрив стадіон. Перший футбольний матч відбувся 29 червня 1933 року між Ювентусом і угорським Уйпештом в рамках 1/4 Кубка Центральної Європи, у якому господарі святкували перемогу з рахунком 6:2.
1. ↑  https://web.archive.org/web/20170812021928/http://www.toronews.net/mondo-granata/lolimpico-diventa-stadio-grande-torino-la-giunta-approva/
2. ↑  archINFORM — 1994.